# کوآشک
کوآشک (به اسپانیایی: Queshque) یک یخچال طبیعی در پرو است که در Peru, Ancash Region واقع شده‌است. کوآشک ۵٬۶۳۰ متر بالاتر از سطح دریا واقع شده‌است.